# Теракт в Кхаре (2023)
Взрыв на политическом митинге исламистов в Пакистане — террористический акт, совершённый террористом-смертником в городе Кхар, северо-западной провинции Пакистана Хайбер-Пахтунхва в воскресенье 30 июля 2023 года. Из-за взрыва погибло минимум 63 человека и ранено около 200.

## Предыстория
В конце XX и начале XXI веков Северо-Западный Пакистан часто подвергался нападениям исламистов. В 2004 году их нападения переросли в мятеж. 25 декабря 2010 года в городе произошёл террористический акт, погибли по меньшей мере 45 человек, ещё свыше 100 получили ранения. Теракты также происходили в 2013, 2015, 2022 и 2023 годах.

## Событие
30 июля 2023 года в городе Кхар проходил митинг сторонников лидера северо-западного района страны Баджаур. Офицер полиции Назир Хан сообщил, что религиозная политическая партия «Джамиат Улема Ислам», руководимая Мауланом Фазлур Рехманом, организовала свой съезд. Съезд был прерван взрывом, унесшим жизни минимум 55 человек, а ещё около 135 получили ранения. Предположительно взрывное устройство привёл в действие смертник. Все раненые были доставлены в больницу.

## Ответственность
По состоянию на день взрыва ни одна группировка не взяла на себя ответственность за теракт. В дальнейшем ответственность взял на себя Вилаят Хорасан — группировка в составе Исламского государства.